# عملية 800 نانومتر
عملية 800 نانومتر (بالإنجليزية:  800 nm process )‏ عملية تشير إلى مستوى عملية تصنيع تقنية أشباه الموصلات التي
تم التوصل إليها بحدود العامين 1989–1990 ميلادي من قبل الشركات الرائدة في مجال أشباه الموصلات، مثل إنتل وآي‌ بي‌ إم.

## منتجات تمثل عملية تصنيع 800 نانومتر
وقد صنعت وحدة المعالجة المركزية إنتل 486 والتي أطلقت في عام 1989 باستخدام هذه العملية.